# Пліхівський бук лісовий
Пліхівський бук лісовий — ботанічна пам'ятка природи місцевого значення. 
Зростає поблизу села Пліхів Тернопільського району Тернопільської області, в квадраті 25 вид. 3 Урманського лісництва Бережанського державного лісомисливського господарства, в межах лісового урочища «Урмань».
Оголошено об'єктом природно-заповідного фонду рішенням Тернопільської обласної ради від 25 квітня 1996 № 90.
Характерний високою якістю стовбура та інтенсивністю росту (висота на 10 % і діам. на 30 % перевищує показники насаджень). Служить насінною базою для заготівлі живців і насіння. Одна з основних лісотвірних порід області. Перебуває у віданні державного лісогосподарського об'єднання «Тернопільліс». Площа — 0,01 га.
Під охороною — плюсове (елітне) дерево бука лісового віком понад 105 р., діам. 40 см і висотою 30,5 м.